# Línea 13 (Los Tranvías de Zaragoza)
La antigua línea 13 de tranvía de la ciudad de Zaragoza (España) fue una de las líneas que componían su vieja red tranviaria.
Operada por Los Tranvías de Zaragoza, embrión de la actual TUZSA (Transportes Urbanos de Zaragoza) fue concedida el 9 de diciembre de 1944 y comenzó a dar servicio el 30 de agosto de 1945, hasta que fue oficialmente clausurada el 1 de enero de 1976.
La línea 13 realizaba el recorrido comprendido entre la Harinera de Monzón y la Plaza de España de la capital aragonesa.